# Жданов, Алексей Алексеевич
Алексей Алексеевич Жданов (узб. Aleksey Alekseyevich Jdanov; 29 февраля , 1976 года; Ташкент) — узбекистанский и российский футболист, нападающий.

## Карьера
В начале взрослой карьеры выступал за ташкентский «Чиланзар», в 1996 году стал лучшим бомбардиром первой лиги с 50 голами, в 1997—1998 годах играл со своим клубом в высшей лиге, где в 30 матчах забил 14 голов. В 1998—1999 годах выступал за джизакскую «Согдиану», за которую сыграл 57 матчей и забил 33 гола. В начале 2000 года перешёл в «Дустлик» и выступал за него один сезон.
В 2001 году перешёл в ташкентский «Пахтакор», за который выступал один сезон, сыграл в 27 матчах и забил 9 голов. Стал обладателем Кубка Узбекистана и выиграл серебряные медали высшей лиги.
В начале 2002 года перешёл в российскую «Ладу» Тольятти. В течение сезона сыграл в 34 матчах и забил 5 голов. В конце года он в качестве аренды перешёл в бекабадский «Металлург» и сыграл за этот клуб всего один матч. В начале 2003 года вернулся в «Ладу» и выступал за клуб до конца сезона. В начале 2004 года подписал контракт с «КАМАЗом» и выступал за клуб два с половиной сезона. За это время сыграл 56 матчей и забил пять голов. Вторую половину 2006 года провёл в фарм-клубе — «КАМАЗ-2» и в воронежском «Факеле».
Сезон 2007 года провёл в тамбовском «Спартаке» — 10 матчей, два гола. В начале 2008 года вернулся в Узбекистан в алмалыкский АГМК и по окончании сезона завершил профессиональную карьеру.

## Достижения
«Дустлик»
- Чемпион Узбекистана: 2000

«Пахтакор»
- Обладатель Кубка Узбекистана: 2001
- Серебряный призёр чемпионата Узбекистана: 2001